# التسلسل الزمني لتاريخ مراكش
فيما يلي التسلسل الزمني لتاريخ مدينة مراكش بالمغرب.

## قبل القرن العشرين
- 1070 م - تأسيس مراكش من طرف أبو بكر بن عمر اللمتوني [1] :59-63 [2] :83 [3][4][5] :208 [6] :22, 34 (أو في 1062 وفقًا لبعض المصادر [7][8])
- 1117 - بناء القبة المرابطية.
- 1126 - بناء أسوار المدينة (التاريخ تقريبي).[8] [9]
- 1127 - بناء باب اكناو.
- 1129 - حصار المدينة من قبل الموحدين.[10]
- 1132 - بناء مسجد السقاية (التاريخ التقريبي).
- 1147 - بداية سلطة الموحدين.
- 1157 - بناء حدائق أكدال.[11]
- 1158 - بناء مسجد الكتبية.[9]
- 1182 - وصول الباحث السهيلي إلى مراكش (التاريخ تقريبي).
- 1197 - بناء القصبة الجديدة. [12]
- 1248 - بداية سلطة المرينيون.
- 1288 - بداية حكم أبو يعقوب.[12]
- 1331 - بناء مسجد سيدي محمد بن صالح. [9]
- 1350 - زيارة الرحالة ابن بطوطة للمدينة.
- 1525 - بداية سلطة السعديين.
- 1554 - بداية حكم محمد الشيخ. [12]
- 1557 - بناء زاوية سيدي الجزولي.[13]
- 1565 - بناء مدرسة بن يوسف.
- 1572 - بناء مسجد المواسين. [9]
- 1593 - بناء قصر البديع. [12]
- 1603 - بناء قبور السعديين.
- 1606 - سيطرة قوات عبد الله على المدينة. [12]
- 1664-31 يوليو: سيطرة قوات الرشيد بن الشريف على المدينة.
- 1746 - بداية حكم محمد بن عبد الله.
- 1900 - بناء قصر الباهية.

## القرن العشرين
- 1912

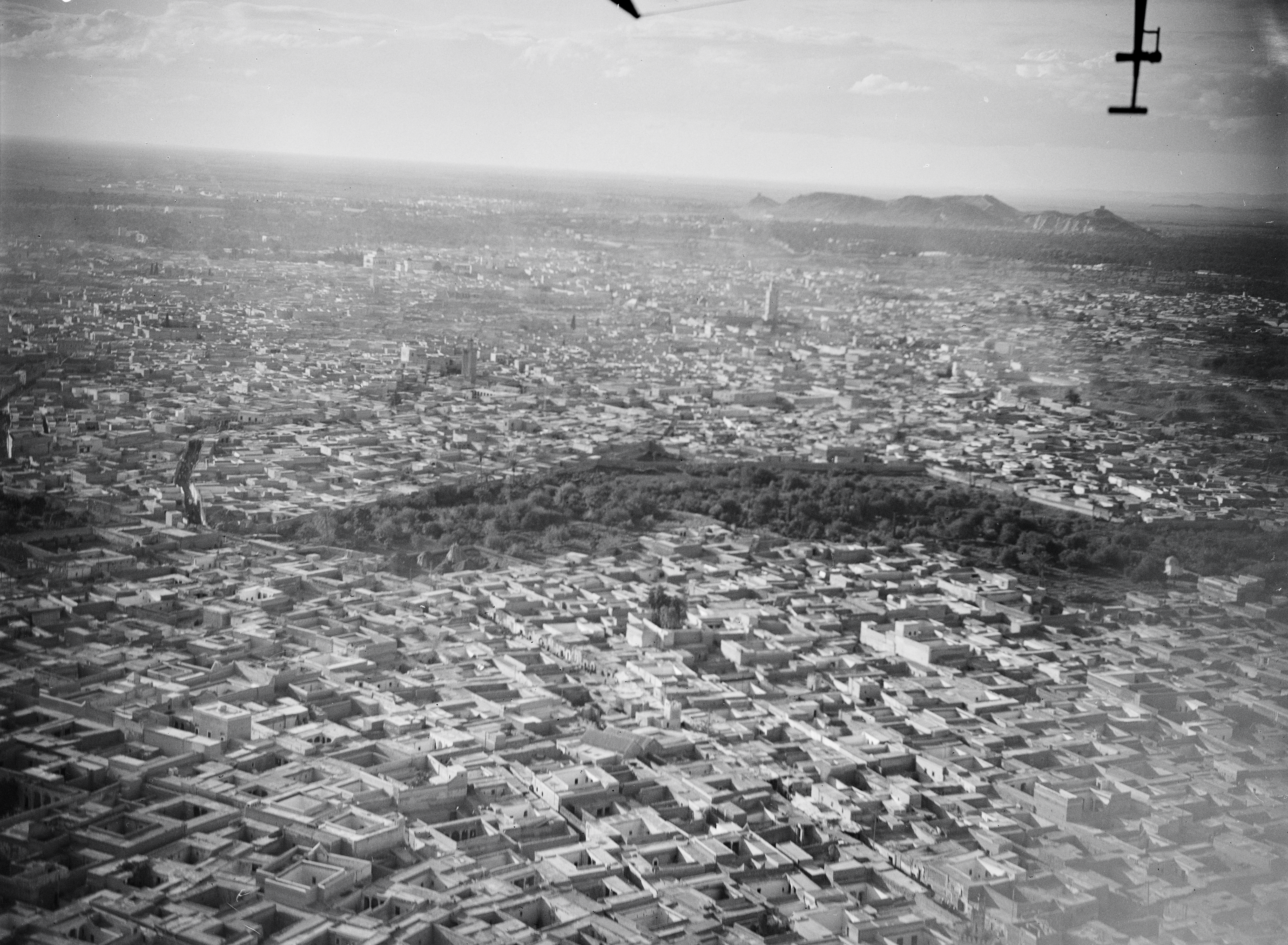
صورة لمراكش حوالي عام 1931

  - وصول أحمد الهبة إلى السلطة. [14]
  - 6 سبتمبر: معركة سيدي بو عثمان بالقرب من المدينة.
  - سبتمبر: احتلال القوات الفرنسية للمدينة. [12]
  - بناء القلعة. [15]
- 1919 - التخطيط لبناء منطقة كيليز. [14]
- 1923
  - بناء محطة مراكش .
  - بداية الخدمة في فندق المأمونية.[16]
  - افتتاح المكتبة العامة.[17]
- 1926 - عدد السكان: 149.263. [15]
- 1932 - افتتاح متحف دار السي سعيد.[18]
- 1947
  - افتتاح حديقة ماجوريل .
  - تشكيل نادي كوكب المراكشي لكرة القدم.
- 1948 - تشكيل نادي مولودية مراكش لكرة القدم.
- 1951 - عدد السكان: 215.312.[19]
- 1973 - عدد السكان: 330.400 مدينة ؛ 436.300 تكتل حضري.[20]
- 1978 - إنشاء جامعة القاضي عياض .
- 1985 - مدينة مراكش كموقع للتراث العالمي لليونسكو .[21]
- 1987
  - انطلاق ماراثون مراكش .
  - إنشاء المدرسة العليا للتجارة بمراكش.
- 1994
  - غشت: إطلاق النار على فندق.
  - عدد السكان: 745.541 نسمة. [14]
- 1996 - افتتاح متحف تيسكيوين.
- 2000 - إنشاء المدرسة الوطنية للعلوم التطبيقية.

## القرن الواحد والعشرين
- 2004 - عدد السكان: 823.000. [12]
- 2005 - انطلاق مهرجان الفنون.
- 2009 - فاطمة الزهراء منصوري تصبح عمدة.[22]
- 2011
  - 28 أبريل 2011 تفجير مراكش في جامع الفناء.[23]
  - افتتاح ملعب مراكش.
  - يبدأ مؤتمر تيد TEDx Marrakech .[24]
  - عدد السكان: 939.000 نسمة.[25]
- 2014
  - أغسطس: 2014 البطولة الأفريقية لألعاب القوى في المدينة.
  - عدد السكان: 978.045 (تقديري).[26]
- 2015 - أصبحت المدينة جزءًا من منطقة مراكش آسفي الإدارية.
- 2016 - نوفمبر: 2016 مؤتمر الأمم المتحدة لتغير المناخ (COP22) في المدينة.